# 마리장귀스타브 블랑

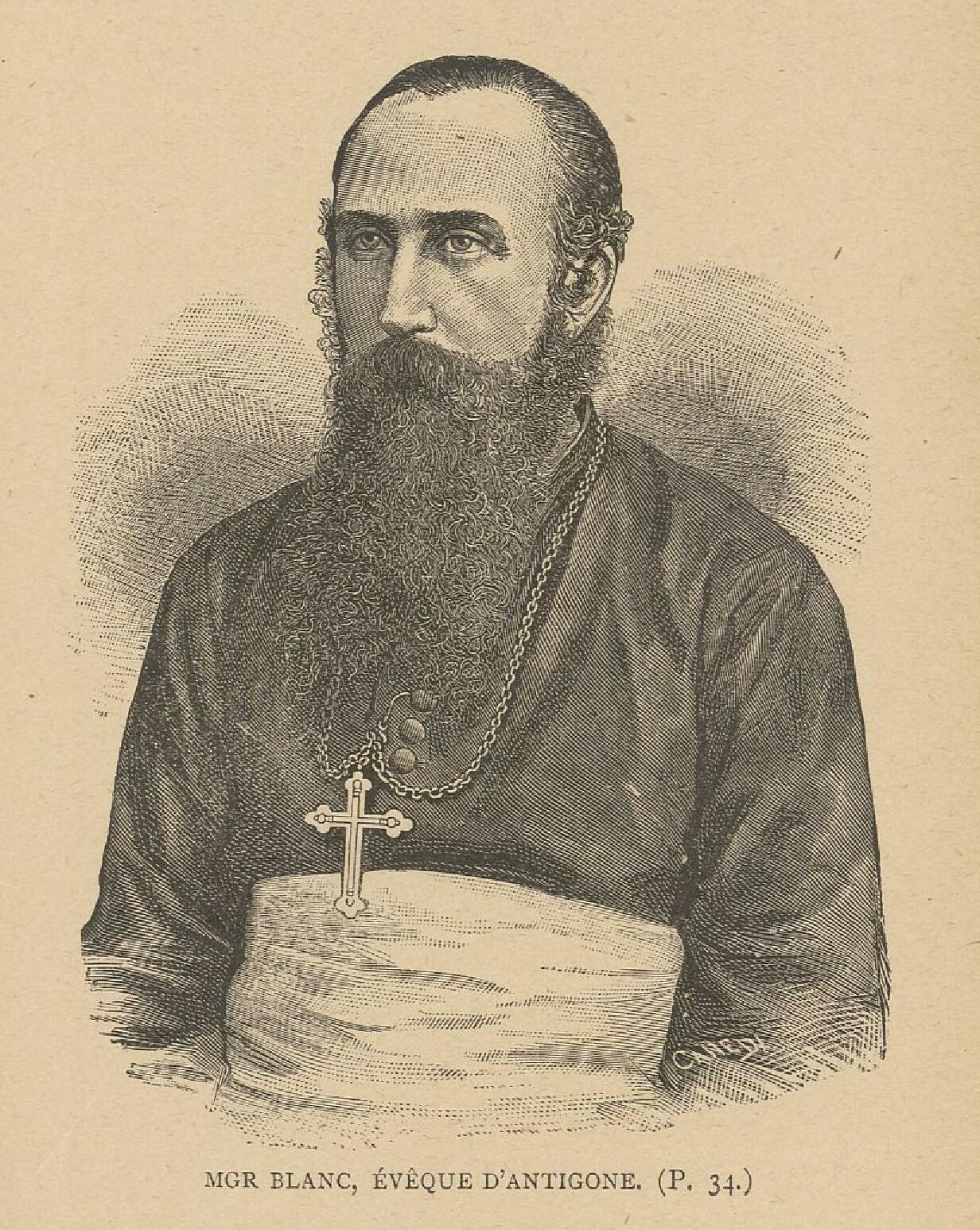

마리장귀스타브 블랑(프랑스어: Marie-Jean-Gustave Blanc, 1844년 5월 6일 - 1890년 2월 21일)은 프랑스 파리 외방전교회의 선교사이자 천주교 조선교구의 제 7대 교구장(안티고네아의 명의주교)이다. 1866년 병인박해 때 죽은 시메옹프랑수아 베르뇌, 마리니콜라앙투안 다블뤼 등의 9명의 프랑스 신부 후임으로, 1876년 조선에 와서 선교 활동을 하였다. 농촌을 중심으로 전도 활동을 하다가, 1882년에는 추방된 펠릭스클레르 리델 주교를 대신해 부교구장으로 임명되어 거의 파괴된 한국 교회 재건에 힘썼다. 그 후 1884년 제7대 조선 교구장으로 임명되었다. 신부 양성에 많은 힘을 썼으며, <불한사전>의 편찬에도 손을 댔으나, 완성하지 못하고 서울에서 사망하였다.
| 전임 펠릭스클레르 리델 | 제7대 천주교 조선대목구 대목구장 1884년 6월 20일 ~ 1890년 2월 21일 | 후임 귀스타브샤를마리 뮈텔 |